# Caldecote (Huntingdonshire)
Caldecote is een dorp (village en civil parish) in het Engelse graafschap Cambridgeshire. Het dorp ligt in het district Huntingdonshire en telt ca. 50 inwoners.